# Denisa Šubrtová
Denisa Šubrtová (* 21. května 1993 Jablonec nad Nisou) je česká herečka, zpěvačka a tanečnice.

## Vzdělání
Vystudovala Základní školu v Josefově dole a Gymnázium U Balvanu v Jablonci nad Nisou. Během těchto studií chodila do divadelního souboru DS J. K. Tyl Josefův Důl. Po maturitě, v roce 2012, nastoupila do 3. ročníku oboru Muzikálové herectví na Konzervatoř a Vyšší odbornou školu Jaroslava Ježka v Praze. Zde v roce 2016 úspěšně absolvovala. Spolu se spolužáky účinkovala v ročníkovém představení Chorus Line (2014-2015, režie: Denisa Nová), které se konalo v Divadle Broadway a v němž si zahrála roli Beatrice Bensonové.

## Divadlo a zpěv
Denisa Šubrtová se sólovému zpěvu věnuje od dětství – od roku 2000 ho celkem 12 let studovala v ZUŠ v Jablonci nad Nisou. Zde byla také osm let členkou a sólistkou sboru Iuventus, gaude! a navštěvovala několik let taneční obor. Od roku 2016 v ZUŠ Jablonec nad Nisou sólový zpěv vyučuje. V ZUŠ Tanvald se učila hru na flétnu a saxofon.
Už během studií na konzervatoři začala externě účinkovat v muzikálových inscenacích v Divadle J. K. Tyla v Plzni, kde hostuje do současnosti.

### Divadlo Josefa Kajetána Tyla v Plzni
- Dívčí sbor – Zvonokosy[5] (2016)
- Tanečnice – Bonnie a Clyde[6] (2016)

### Divadlo Semafor
- Delaus Arnold/Water Lily – “2116“[7][8]

V pražském divadle Semafor se na konci srpna a na začátku září roku 2016 odehrálo 12 exkluzivních představení tohoto muzikálu Raye Bradburyho a Steva Josephsona.

### Městské divadlo v Jablonci nad Nisou
- Lenka – Filmový Fanda[9] (2009-2012)

Původní český muzikál, který napsala a nastudovala ZUŠ Jablonec nad Nisou ve spolupráci s Městským divadlem v Jablonci nad Nisou. Inscenace poté hostovala i v Divadle F. X. Šaldy v Liberci.

## Koncerty
Od prosince 2016 účinkuje s orchestrem Ladislava Bareše. V minulosti spolupracovala také s bigbandem Milana Svobody.
V 5. ročníku konzervatoře, v roce 2015, uspořádala spolu se svými pěti spolužáky (Janem Fantou, Andreou Hauer, Richardem Pekárkem, Pavlem Klimendou a Martinem Holcem) koncert s názvem Děkujeme!, který se konal v pražském divadle Ponec. O rok později společně uspořádali pod názvem Já půjdu dál hned dva koncerty v divadle Royal. V roce 2017, konkrétně 17. června, se uskutečnil další galakoncert Já půjdu dál.